# بوب هاويس
بوب هاويس هو لاعب كرة قدم كندية كندي، ولد في 4 يناير 1943.